# Ivan Patzaichin
Ivan Patzaichin (Mila 23, 26 november 1949 – Boekarest, 5 september 2021) was een Roemeens kanovaarder.
Patzaichin won op achttienjarige leeftijd samen met Serghei Covaliov de olympische gouden medaille in Mexico-Stad in de C-2 over 1000 meter. Vier jaar later tijdens de Olympische Zomerspelen 1972 won Patzaichin de gouden medaille in de K-1 over 1000 meter en de zilveren medaille in de C-2 over 1000 meter. Tijdens de Olympische Zomerspelen 1976 behaalde Patzaichin een vijfde en een zevende plaats. Patzaichin won tijdens de Olympische Zomerspelen 1980 net als twaalf jaar eerder de gouden medaille in de C-2 over 1000 meter ditmaal aan de zijde van Toma Simionov en zilver in de C-2 over 500 meter. Patzaichin prolongeerde tijdens de Olympische Zomerspelen 1984 zijn gouden medaille in de C-2 over 1000 meter en moest op de 500 meter wederom genoegen nemen met de zilveren medaille.
Patzaichin won 22 medailles op de wereldkampioenschappen vlakwater waarvan negen gouden medailles, Patzaichin won viermaal de wereldtitel in de C-2, 1000 meter, tweemaal de C-1 1000 meter en eenmaal de C-2 500 meter, C-1 10.000 meter en de C-2 10.000 meter.
Patzaichin ontving in 1990 de Olympische Orde in zilver van het Internationaal Olympisch Comité.
Patzaichin coachte Florin Popescu en Mitică Pricop naar de gouden medaille in de C-2 over 1000 meter tijdens de Olympische Zomerspelen 2000 in het Australische Sydney.
Patzaichin overleed op 71-jarige leeftijd aan de gevolgen van longkanker.

## Belangrijkste resultaten

### Olympische Zomerspelen
| Editie | Plaats      | Resultaten               |
| ------ | ----------- | ------------------------ |
| 1968   | Mexico-Stad | C-2 1000m 7e C-1 1000m   |
| 1972   | München     | C-1 1000m C-2 1000m      |
| 1976   | Montreal    | 5e C-1 1000m 7e C-1 500m |
| 1980   | Moskou      | C-2 1000m C-2 500m       |
| 1984   | Los Angeles | C-2 1000m C-2 500m       |

### Wereldkampioenschappen vlakwater
| Jaar | Plaats      | Resultaten                         |
| ---- | ----------- | ---------------------------------- |
| 1970 | Kopenhagen  | C-2 1000m                          |
| 1971 | Belgrado    | C-2 1000m · C-1 500m               |
| 1973 | Tampere     | C-1 1000m · C-2 1000m · C-1 500m   |
| 1974 | Mexico-Stad | C-1 500m · C-1 1000m · C-1 10.000m |
| 1975 | Belgrado    | C-1 1000m                          |
| 1977 | Sofia       | C-1 1000m · C-1 10.000m            |
| 1978 | Belgrado    | C-1 10.000m · C-1 1000m            |
| 1979 | Duisburg    | C-2 500m · C-1 1000m · C-1 10.000m |
| 1981 | Nottingham  | C-2 1000m · C-2 10.000m            |
| 1982 | Belgrado    | C-2 10.000m                        |
| 1983 | Tampere     | C-2 1000m · C-2 10.000m            |

1936: Francis Amyot ·
1948: Josef Holeček ·
1952: Josef Holeček ·
1956: Leon Rotman ·
1960: János Parti ·
1964: Jürgen Eschert ·
1968: Tibor Tatai ·
1972: Ivan Patzaichin ·
1976: Matija Ljubek ·
1980: Ljoebomir Ljoebenov ·
1984: Ulrich Eicke ·
1988: Ivans Klementjevs ·
1992: Nikolai Boechalov ·
1996: Martin Doktor ·
2000: Andreas Dittmer ·
2004: David Cal ·
2008: Attila Vajda ·
2012: Sebastian Brendel ·
2016: Sebastian Brendel ·
2020: Isaquias Queiroz ·
2024: Martin Fuksa
1936: Jan Brzák-Felix & Vladimír Syrovátka ·
1948: Jan Brzák-Felix & Bohumil Kudrna ·
1952: Finn Haunstoft & Bent Peder Rasch ·
1956: Alexe Dumitru & Simion Ismailciuc ·
1960: Leonid Geisjtor & Sergej Makarenko ·
1964: Andrei Chimitsj & Stepan Osjtsjepkov ·
1968: Serghei Covaliov & Ivan Patzaichin ·
1972: Vladislavas Česiūnas & Joeri Lobanov ·
1976: Sergej Petrenko & Aleksandr Vinogradov ·
1980: Ivan Patzaichin & Toma Simionov ·
1984: Ivan Patzaichin & Toma Simionov ·
1988: Nicolae Juravschi & Viktor Reneiski ·
1992: Ulrich Papke & Ingo Spelly ·
1996: Andreas Dittmer & Gunar Kirchbach ·
2000: Florin Popescu & Mitică Pricop ·
2004: Christian Gille & Tomasz Wylenzek ·
2008: Aliaksandr Bahdanovitsj & Andrei Bahdanovitsj ·
2012: Peter Kretschmer & Kurt Kuschela ·
2016: Sebastian Brendel & Jan Vandrey ·
2020: Fernando Jorge & Serguey Torres
- Bibliothèque nationale de France: cb16201899p (data)
- Gemeinsame Normdatei: 1218603909
- International Standard Name Identifier: 0000 0004 5096 2451
- Library of Congress Control Number: n80042106
- Virtual International Authority File: 316737489